# メンフィ
メンフィ（イタリア語: Menfi）は、イタリア共和国シチリア自治州アグリジェント県にある、人口約12,000人の基礎自治体（コムーネ）。

## 地理

### 位置・広がり

#### 隣接コムーネ
隣接するコムーネは以下の通り。括弧内のTPはトラーパニ県所属を示す。
- カステルヴェトラーノ (TP)
- モンテヴァーゴ
- サンブーカ・ディ・シチーリア
- サンタ・マルゲリータ・ディ・ベーリチェ
- シャッカ

## 行政

### 分離集落
メンフィには、以下の分離集落（フラツィオーネ）がある。
- Porto Palo, Lido Fiori, Capparrina, Bertolino di Mare